# Anoushka Shankar

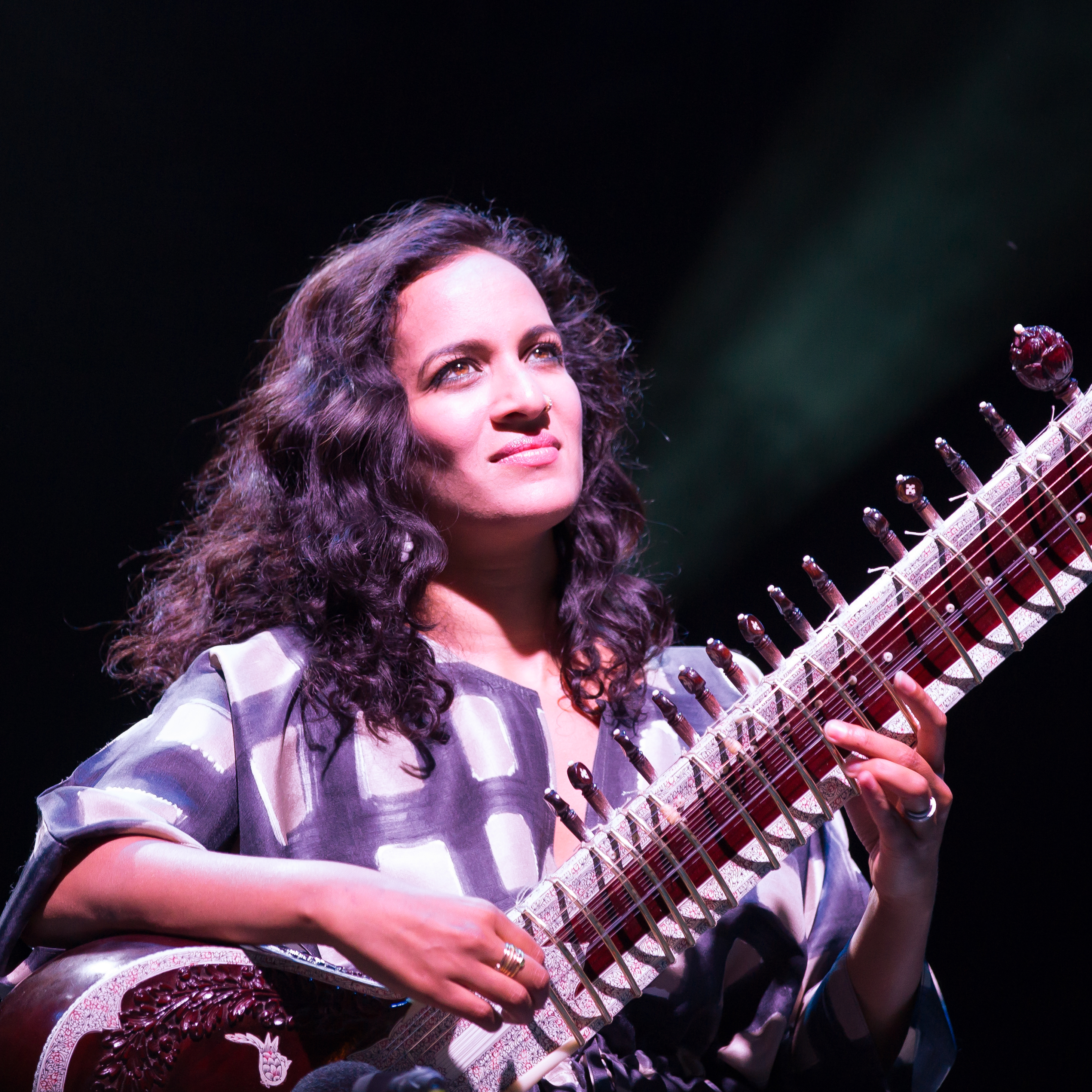
Anoushka Shankar beim Rudolstadt-Festival 2016

Anoushka Shankar (Hindi अनुष्का शंकर; geb. 9. Juni 1981 in London) ist eine Sitar-Spielerin.

## Leben und Werk
Anoushka Shankar wurde in London geboren. Sie ist die Tochter des bekannten Sitar-Spielers Ravi Shankar, ihre Mutter ist Sukanya Rajan. Mit sieben Jahren zog sie mit ihren Eltern nach San Diego. Dort erlernte sie von ihrem Vater das Sitar-Spiel. Bereits mit 13 Jahren gab sie ihr Konzertdebüt in Neu-Delhi (Indien); seitdem ist sie oft zusammen mit ihrem Vater aufgetreten. Im Gegensatz zu ihrer Halbschwester Norah Jones ist sie der traditionellen indischen Musik zugewandt.
Ihr erstes Soloalbum Anoushka wurde 1998 veröffentlicht. Im Jahr 2002 trat sie beim Concert for George auf. 2008 veranstaltete sie mit Jethro Tull das A Billion Hands Concert, ein Benefizkonzert anlässlich der Anschläge am 26. November 2008 in Mumbai. In dem Film Dance Like a Man hatte sie eine Rolle als Tänzerin.
Seit 2010 war sie mit dem englischen Filmregisseur Joe Wright verheiratet, mit dem sie zwei gemeinsame Söhne (* 2011 und * 2015) hat. Die Familie lebt in London. Anfang 2018 gab ein Sprecher von Joe Wright bekannt, dass sich das Paar getrennt hat.
Anoushka Shankar war 2013 Künstlerin der „Zeitinsel“-Konzertreihe The Anoushka-Shankar-Project im Konzerthaus Dortmund. Ihr Konzert auf dem Rudolstadt-Festival 2016 wurde von Deutschlandradio Kultur mitgeschnitten und wurde am 31. Oktober 2016 auf dem Sendeplatz Deutschlandradio In Concert gesendet.

## Diskographie und Medien

### Alben
- 1998: Anoushka (Angel Records)
- 2000: Anourag (Angel Records)
- 2001: Live at Carnegie Hall (Angel Records)
- 2005: Rise (Angel Records)
- 2007: Breathing Under Water. Manhattan (EMI) – mit Karsh Kale, Norah Jones, Sting, Ravi Shankar
- 2011: Traveller (Deutsche Grammophon)
- 2013: Traces of You (Deutsche Grammophon)
- 2015: Home (Deutsche Grammophon)
- 2016: Land of Gold (Deutsche Grammophon)
- 2020: Love Letters (Mercury KX)[7]

### Konzertmitschnitte
- Arpan. Dirigat und Sitar, London Metropolitan Orchestra u. a. (Komponist: Ravi Shankar, 23:01). In: Concert for George. Warner Music, Regie: David Leland (2003)
- Anoushka Shankar & Joshua Bell. Verbier Festival 2007. ARTE F, Regie: François-René Martin (F/CH, 2007, 55 min)[8]

## Auszeichnungen
- British House of Commons Shield, 1998[9]
- Woman of the Year (mit Kareena Kapoor, Ritu Beri, and Rhea Pillai), International Women’s Day 2003[9]
- Grammy-Nominierung für das Album Live at Carnegie Hall 2003[10]
- Benennung eines Asteroiden nach ihr 2017: (292872) Anoushankar
- Grammy-Nominierung für das Album Land of Gold 2016[11]